# Episodi di Peaky Blinders (prima stagione)
La prima stagione della serie televisiva Peaky Blinders è stata trasmessa in prima visione assoluta nel Regno Unito dal canale via cavo BBC Two dal 12 settembre al 17 ottobre 2013.
In Italia la stagione è stata pubblicata su Netflix il 22 ottobre 2015.
| nº | Titolo originale | Titolo italiano | Prima TV UK       | Pubblicazione TV Italia |
| -- | ---------------- | --------------- | ----------------- | ----------------------- |
| 1  | Episode 1        | Episodio 1      | 12 settembre 2013 | 22 ottobre 2015         |
| 2  | Episode 2        | Episodio 2      | 18 settembre 2013 | 22 ottobre 2015         |
| 3  | Episode 3        | Episodio 3      | 26 settembre 2013 | 22 ottobre 2015         |
| 4  | Episode 4        | Episodio 4      | 3 ottobre 2013    | 22 ottobre 2015         |
| 5  | Episode 5        | Episodio 5      | 10 ottobre 2013   | 22 ottobre 2015         |
| 6  | Episode 6        | Episodio 6      | 17 ottobre 2013   | 22 ottobre 2015         |

## Episodio 1
- Titolo originale: Episode 1
- Diretto da: Otto Bathurst
- Scritto da: Steven Knight

### Trama
Nel 1919, in seguito alla Grande Guerra, i Peaky Blinders, guidati da Thomas "Tommy" Shelby, un ex sergente maggiore decorato, si appropriarono di un accumulo di armi dalla fabbrica locale. Winston Churchill, Ministro delle Munizioni, decide di mandare l'ispettore Campbell a Birmingham per recuperarle. La zia di Tommy, Polly Gray, lo esorta a restituirle, ma lo stesso Tommy sente di poterle usare a suo vantaggio. Arthur, fratello maggiore di Tommy, non è d'accordo con quest'ultimo riguardo alla strategia da adottare per l'organizzazione delle scommesse sulle corse dei cavalli, credendo che causerà problemi a Billy Kimber, il maggior bookmaker di Small Heat. L'ispettore Campbell e i suoi uomini catturano Arthur e lo picchiano mentre indagano sulla rapina con armi da fuoco. Campbell propone ad Arthur e alla banda di lavorare con lui per trovare le pistole. La sorella di Tommy, Ada, ha una relazione con Freddie Thorne, comunista, compagno di Tommy durante la guerra e ora in rapporti non molto tranquilli con gli Shelby date le diverse opinioni politiche. Grace Burgess, una ragazza irlandese, inizia a lavorare come cameriera al Garrison, un bar di proprietà dei Peaky Blinders: in realtà, è stata collocata a Birmingham da Campbell per aiutare a trovare le armi scomparse. Danny Whizz-Bang, amico di Tommy dai tempi della guerra, ha un episodio di disturbo da stress post-traumatico e uccide un imprenditore italiano. Per evitare una guerra con gli italiani, Tommy accetta di uccidere il suo amico, con gli italiani che sono testimoni. Tuttavia, Shelby riesce a simulare la morte di Danny, mandandolo a Londra con un incarico speciale dato che ormai anche quest'ultimo è parte della gang.

## Episodio 2
- Titolo originale: Episode 2
- Diretto da: Otto Bathurst
- Scritto da: Steven Knight

### Trama
Tommy, Arthur e John si incontrano con una banda di zingari rivale, i Lee, per trovare un cavallo per la prossima gara. I Lee insultano i Peaky Blinders e scoppia una rissa. La forza speciale di Campbell lancia una repressione a sorpresa, prendendo di mira i comunisti e cercando le armi. Freddie e Ada scappano, ma Freddie deve lasciare la città e lascia Ada ad una sua vicina. Campbell affronta Polly e attacca tutti gli stabilimenti dei Peaky Blinders. Per rappresaglia, Tommy fa in modo che un giornalista scriva di un incendio della foto del re, il che spinge Churchill a fare pressione su Campbell. Tommy incontra Campbell e gli dà un ultimatum: se i Peaky Blinders vengono lasciati soli, restituirà le armi rubate;  se l'ispettore interferisce con i suoi piani, Tommy invierà le armi all'IRA e rovinerà il lavoro di Campbell a Belfast. Campbell è d'accordo, ma ordina a Grace di avvicinarsi a Tommy e di trovare la posizione delle armi. Polly si rende conto che Ada è incinta e lo riferisce a Tommy, che minaccia di uccidere Freddie ma poi gli dice di portare via Ada. Freddie invece torna e propone il matrimonio ad Ada e decide di restare in città. Billy Kimber e i suoi uomini affrontano i Peaky Blinders, ma Tommy li convince a unire le forze per combattere i Lee, il loro nemico comune.

## Episodio 3
- Titolo originale: Episode 3
- Diretto da: Otto Bathurst
- Scritto da: Steven Knight

### Trama
Ada e Freddie si sposano; Zia Polly dà loro i soldi per lasciare il paese. Nonostante i migliori sforzi di Tommy per mantenere segrete le armi, le persone continuano a scoprirle, inclusi due membri dell'IRA. Grace li sente mentre cercano di ricattare Tommy e segue uno di loro, ma lui la attacca. Grace riesce a sparare a morte al suo aggressore per legittima difesa. Tommy avverte Kimber che i Lee rapineranno ancora una volta gli allibratori alle gare. Tommy porta Grace come suo appuntamento alle gare di Cheltenham nel tentativo di distrarre Kimber e convincerlo che dovrebbe assumere i Blinders come sua sicurezza. Kimber è d'accordo se può passare un po' di tempo da solo con Grace, cosa a cui Tommy è d'accordo. All'ultimo minuto, cambia idea e afferma che Grace è in realtà una prostituta. Freddie decide che Tommy non lo spaventerà e torna in città.

## Episodio 4
- Titolo originale: Episode 4
- Diretto da: Tom Harper
- Scritto da: Steven Knight, Stephen Russell

### Trama
Tommy rende legittima la sua attività ottenendo una licenza per le scommesse. Sebbene non si fidi del tutto di Grace e sia sospettoso di lei, Tommy la assume  come sua segretaria. John comunica all'intera banda l'intenzione di sposare Lizzie, una prostituta locale. Tommy disapprova perché non pensa che Lizzie abbia rinunciato alla sua precedente professione. I suoi sospetti vengono confermati quando chiede i suoi servizi come prova e lei è d'accordo. I Lee rapinano la bisca degli Shelby come vendetta per i Peaky Blinders che hanno protetto gli allibratori di Billy Kimber alle gare. Tommy decide di chiedere una tregua con la famiglia Lee in modo che possano allearsi contro Billy Kimber e decidono di far sposare John con la figlia dei Lee, Esme, per assicurarsi l'accordo. Ada viene al matrimonio ma inizia il travaglio subito dopo. Freddie viene a vedere suo figlio ma viene arrestato quando si presenta.

## Episodio 5
- Titolo originale: Episode 5
- Diretto da: Tom Harper
- Scritto da: Steven Knight, Stephen Russell

### Trama
Credendo che Tommy abbia tradito Freddie, Ada non vuole vedere o parlare con la sua famiglia.  Arthur Sr., padre degli Shelby, che ha abbandonato la famiglia dieci anni fa, torna in città. Tommy non vuole avere niente a che fare con lui, ma Arthur invece crede che sia cambiato. Decide quindi di dare suo padre una grossa somma di denaro per costruire hotel in America, così che possa scappare con lui. Un membro dell'IRA inizia a chiedere informazioni sull'uomo che Grace ha ucciso. Grace e Tommy uccidono gli altri membri dell'IRA.  Ora innamorata di Tommy, Grace dice all'ispettore Campbell che se gli rivela dove sono nascoste le armi, deve lasciare Tommy e la sua famiglia in pace. Sospetta che le armi siano sepolte in una falsa tomba dopo aver scoperto che Danny non è realmente morto. Grace cede la posizione all'ispettore Campbell e si dimette dal servizio alla corona. Campbell propone a Grace di sposarsi, ma lei rifiuta. Arthur, dopo aver scoperto che il padre l’ha tradito, tenta il suicidio, impiccandosi, ma riesce a sopravvivere perché la corda si stacca dal gancio.

## Episodio 6
- Titolo originale: Episode 6
- Diretto da: Tom Harper
- Scritto da: Steven Knight

### Trama
Campbell conferma a Winston Churchill che Grace dovrebbe essere elogiata per il suo ruolo nel trovare le armi scomparse. Polly incontra Grace per rivelare che conosce il suo segreto e che non la perdonerà mai. I Peaky Blinders, guidati da Danny, fanno uscire Freddie dal carcere. Tommy riunisce il gruppo e i Lee per affrontare gli uomini di Kimber sui binari, ma Kimber coglie i Blinders alla sprovvista e sono in inferiorità numerica affrontandoli a casa.  Freddie aiuta i Peaky Blinders tirando fuori una mitragliatrice dalle armi rubate, ma Ada salta nel mezzo della situazione di stallo cercando di fermare il conflitto.  Kimber apre il fuoco sui Peaky Blinders, uccidendo Danny e ferendo Tommy. Quest'ultimo, a sua volta, spara a Kimber a morte. Tommy incontra Grace e lei gli dice che lo ama e che andrà a Londra per qualche giorno; ha un'idea di come possono stare insieme. Tommy scrive una lettera e lancia una moneta per decidere se andrà con Grace.  Mentre ciò accade, Campbell affronta Grace alla stazione ferroviaria e le punta la pistola.  Mentre la scena svanisce, si sente uno sparo.